# Miguel de Castro Neto
Miguel de Castro Neto (Lisboa, 11 de março de 1967) é um engenheiro agrícola, professor universitário e político português.

## Biografia
Foi Secretário de Estado do Ordenamento do Território e da Conservação da Natureza de Portugal, entre 2013 e 2015, no XIX e no XX Governos Constitucionais, tendo sido responsável por diversas iniciativas políticas, como a reforma do ordenamento do território  , a reintrodução do lince-ibérico em território nacional  e a criação da marca nacional associada às áreas protegidas "Natural.PT".
É especialista em agricultura, business intelligence, dados abertos e cidades inteligentes.
Doutorado em Engenharia Agronómica pelo Instituto Superior de Agronomia da Universidade Técnica de Lisboa, é ainda Mestre em Economia agrícola pela Universidade de Évora e possui uma Extensão de Mestrado em Estatística e Gestão de Informação pelo Instituto Superior de Estatística e Gestão de Informação da Universidade Nova de Lisboa, tendo concluído a licenciatura em Engenharia agrícola pela Universidade de Évora.
Entre 2010 e 2013, foi subdiretor do Instituto Superior de Estatística e Gestão de Informação da Universidade Nova de Lisboa, tendo regressado em 2015 para o mesmo cargo na agora renomeada NOVA Information Management School, onde desempenha as funções de Professor Auxiliar e é responsável pela Pós-graduação em Cidades inteligentes, tendo já dirigido o Programa de Mestrado em Gestão de Informação e de Estatística e Gestão de Informação, bem como efectuado a coordenação do Programa Erasmus.
Entre 1992 e 1997, integrou o Departamento de Gestão de Empresas da Universidade de Évora, primeiro como estagiário de investigação (1992-1995) e, posteriormente, como assistente de investigação (1995-1997).
Foi bolseiro de doutoramento da Fundação para a Ciência e a Tecnologia, I.P. (1997-2001) no Instituto Superior de Agronomia de Universidade Técnica de Lisboa.
Fundou a empresa Agri-Ciência, Consultores de Engenharia e é consultor na área dos sistemas e tecnologias de informação e comunicação.
É ainda membro da Plataforma para o Crescimento Sustentável onde coordena a área de Cidades e Ordenamento do Território.